# Госпођа Колонтај
„Госпођа Колонтај” је југословенски телевизијски филм из 1996. године.  Режирао га је Слободан Радовић а сценарио су написале Агнета Плеијел и Ивана Вујић.

## Радња
Филм о првој жени у свету дипломатије, Александри Колонтај.
Филм се бави личном судбином у револуцији, и то прве жене амбасадора у историји дипломатије - судбином Александре Колонтај која је живела и радила у најтежим данима револуције у Русији, у време страдања, жртвовања, чистки, промена.
Била је аристократског порекла, али пре свега човек, грађанин света и велики борац за универзалне принципе људскости, као и за посебна и недостижна права жена и другачије схватање љубави тако да не буде ни "трагедија која раздире душу нити водвиљ".
Александра Колонтај се супротстављала Лењину, супротставила се и Стаљину, а политички се није слагала ни са својим 17 година млађим љубавником, морнаричким официром Павелом Дибенком који, иако је изнео револуцију, пристаје да гуши побуну морнара у Кронштату, да би и сам страдао у Стаљиновим чисткама.

## Улоге
| Глумац                   | Улога                                |
| ------------------------ | ------------------------------------ |
| Рада Ђуричин             | Александра Михаиловна Колонтај       |
| Слободан Ћустић          | Павел Дубенко, морнар Балтичке флоте |
| Радослав Рале Миленковић | Владимир Илич Лењин                  |
| Михаило Миша Јанкетић    | Јосиф Висарионович Стаљин            |
| Слободан Бештић          | Марсел, графички радник              |
| Далибор Делибашић        |                                      |
| Ранко Гучевац            |                                      |
| Слободан Јовановић       |                                      |
| Бранко Петковић          |                                      |
| Владан Савић             | Син госпође Колонтај                 |
| Феђа Стојановић          | Лаврентиј Берија, шеф обезбеђења     |
| Марица Вулетић           | Нађа, секретарица у амбасади         |
| Бојана Зечевић           | Служавка код Павела Дубенка          |